# Beiträge zur Schweizerdeutschen Grammatik

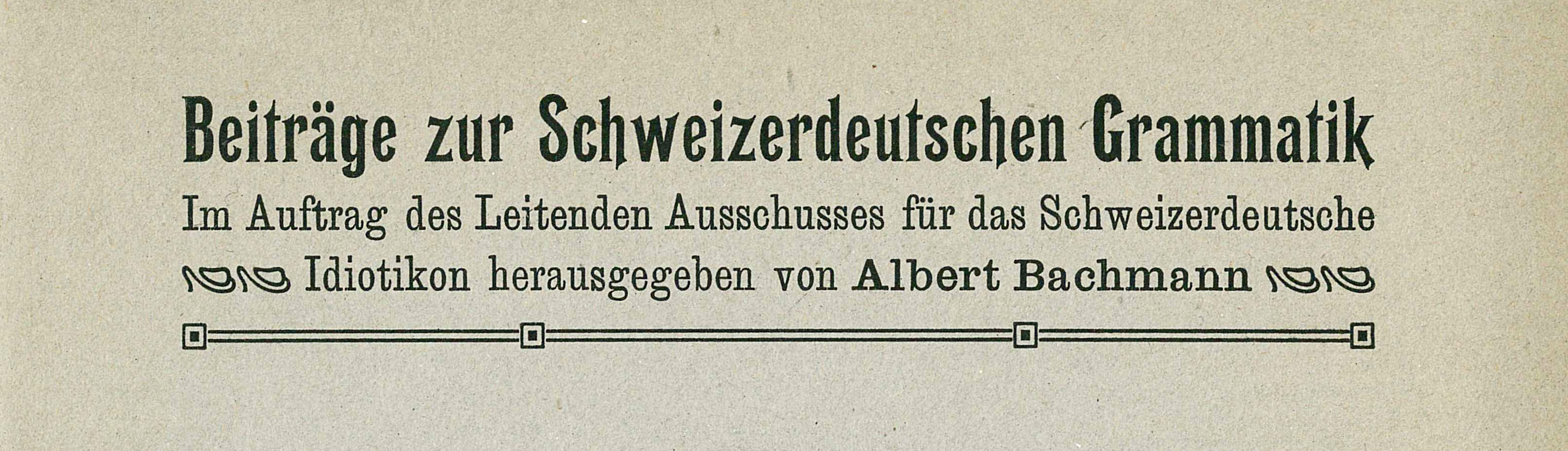
Der Reihentitel, wie er in allen zwanzig Bänden steht

Die Beiträge zur Schweizerdeutschen Grammatik (üblicherweise abgekürzt BSG oder innerhalb der Bände, wenn sie aufeinander verweisen, B.) sind neben den Beiträgen zur schweizerdeutschen Mundartforschung die wichtigste Publikationsreihe zur schweizerdeutschen Dialektologie des 20. Jahrhunderts.
Begründet und betreut wurde sie von Albert Bachmann, Professor an der Universität Zürich und Chefredaktor des Schweizerischen Idiotikons. Die zwanzig Monographien erschienen zwischen 1910 und 1941 (deren zwei nach Bachmanns Tod 1934), und für vier weitere Bände existieren noch die umständehalber unpubliziert gebliebenen Manuskripte. Der Zeit entsprechend, gehören sie im Grundsatz der junggrammatischen Schule an. Die Reihe war als Ergänzung zum Schweizerischen Idiotikon gedacht und hätte eine «Grammatik» des Schweizerdeutschen vorbereiten sollen, die man nach dem Abschluss des Wörterbuchs in Angriff nehmen wollte.
Die Themen der meisten Bände waren der Lautlehre (Phonologie) und in etwa der Hälfte der Bände auch der Formenlehre (Morphologie) der beschriebenen Mundart oder Mundarten gewidmet. Je nach Band wurden überdies weitere Informationen etwa über den Wortschatz, die Wortbildung und die Binnengliederung des Sprachraums vermittelt. Dass sogar lokal, sozial und/oder altersmässig bedingte Variation angesprochen werden konnte, erweist, dass etliche Monographien der Reihe mit einem für die junggrammatische Schule unüblich dynamischen Mundartbegriff arbeiteten und damit Pionierleistungen erbrachten.

## Konzept

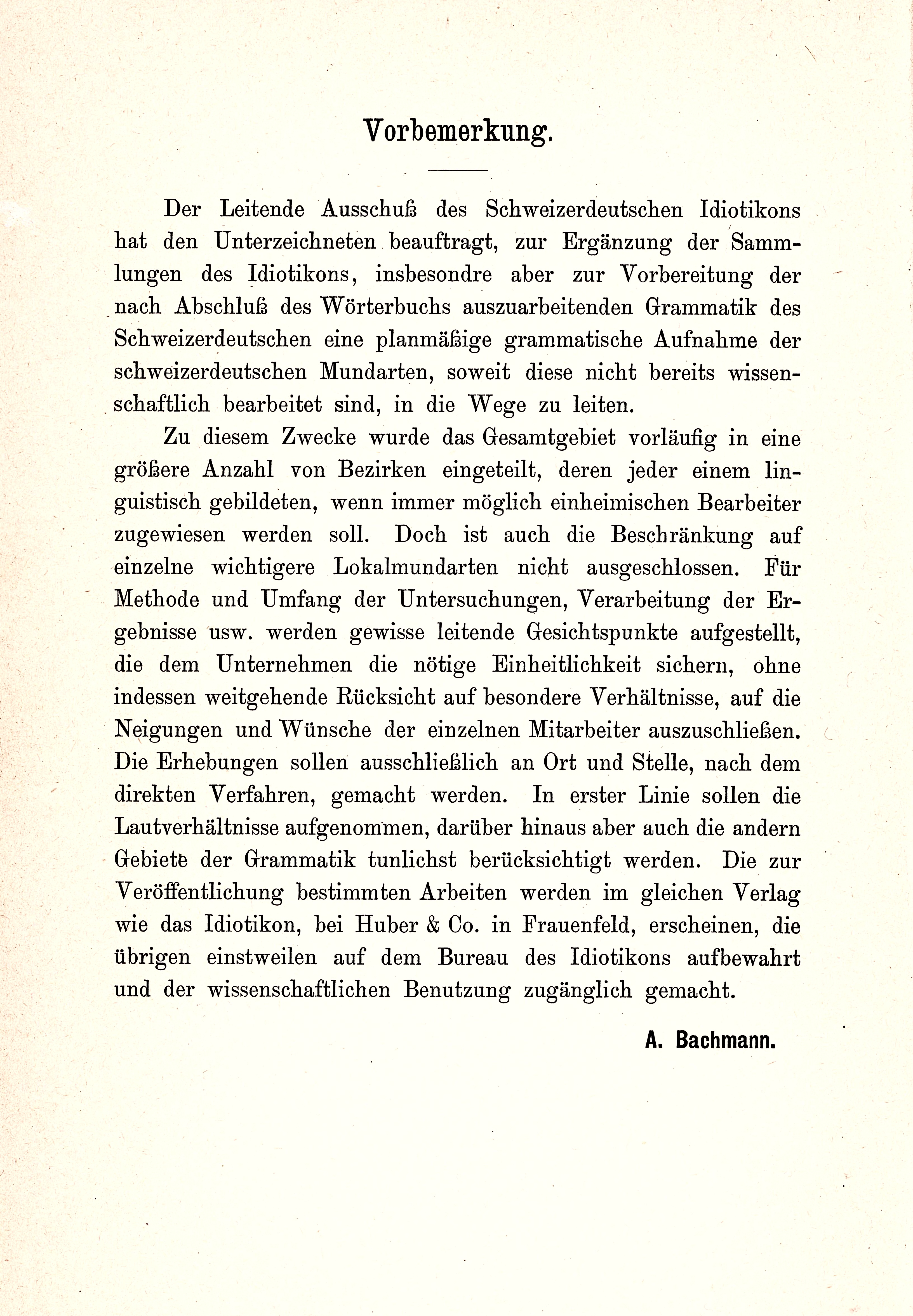
Das Konzept, wie es in den ersten Bänden des BSG vorgestellt wird

1862 wurde das Schweizerische Idiotikon, das Wörterbuch der schweizerdeutschen Sprache, gegründet; 1881 erschien dessen erster Faszikel. Zum damaligen Zeitpunkt wusste man noch sehr wenig über die Lautverhältnisse der verschiedenen schweizerdeutschen Mundarten, was schon bald als nachteilig empfunden wurde. Seit der Amtsübernahme von Albert Bachmann als Chefredaktor 1896 wurde das Idiotikon immer detaillierter und exakter, und die versprochene «Grammatik», die dem Wörterbuch folgen sollte – faktisch verstand man damals unter dem Begriff «Grammatik» hauptsächlich eine diachronisch ausgerichtete (historische) Lautlehre, die wenn möglich um eine ebenfalls diachron ausgerichtete (historische) Formenlehre ergänzt war – rückte in immer weitere Ferne. Infolgedessen schlug Bachmann, der zugleich Inhaber des Lehrstuhls für germanische Philologie an der Universität Zürich war, 1906 dem Leitenden Ausschuss des Wörterbuchunternehmens vor, eine Reihe herauszugeben, die vornehmlich von seinen Studierenden verfasste Arbeiten enthalten sollte, welche die verschiedenen schweizerdeutschen Dialekte nach einem mehr oder weniger identischen Muster untersuchen und darstellen sollten. Um die Laute sollte es dabei in jedem Fall gehen, aber auch «die andern Gebiete der Grammatik» durften die Autoren analysieren, was in der Praxis die Formenlehre einschliesslich der Wortbildungslehre meinte; vom Satzbau (Syntax) sprach man damals in der Dialektologie noch kaum. Am liebsten sah Bachmann, wenn der Autor gleich eine ganze Region abhandelte, wofür er die Deutschschweiz «in eine größere Anzahl von Bezirken» – andernorts ist von «etwa 26» die Rede – einteilte, aber die Arbeit konnte sich auch auf einzelne Ortsdialekte beschränken. Die Erhebungen sollten «ausschliesslich an Ort und Stelle, nach dem direkten Verfahren, gemacht werden», wie dies auch in der französischen Dialektologie üblich war; schriftliche Erhebungen, wie sie damals für den Deutschen Sprachatlas unternommen wurden, waren keine Alternative.
Der regelmässige Aufbau der Bände ist der Folgende:
- Einleitung mit Informationen über Land und Leute sowie über das eigene Vorgehen bei den Aufnahmen;
- phonetisches Grundlagenkapitel über das Lautinventar, das Lautsystem, die Artikulation, die Koartikulation usw.;
- drei phonetische Hauptkapitel, wobei das Althochdeutsche, Mittelhochdeutsch oder Westgermanische («Urdeutsche») den Ausgang bildet und die Realisierung im jeweiligen Dialekt dargestellt wird:
  - Vokale in betonter Stellung mit Unterkapiteln betreffend die Kurzvokale, Langvokale, Diphthonge sowie lautliche Erscheinungen, die im Zusammenhang mit anderen Lauten stehen;
  - Vokale in unbetonter Stellung (Vor-, Mittel- und Endsilben);
  - Konsonanten.
- In etwa der Hälfte der Bände folgt ein viertes Hauptkapitel, in dem es um die Flexion von Substantiven, Adjektiven, Pronomen, Verben usw. geht. Doch auch in Bänden, die kein morphologisches Hauptkapitel haben, findet man die Flexion Betreffendes in den phonetischen Teil eingestreut.
- Im letzten Teil waren die Autoren völlig frei; hier konnten sie thematisieren, was ihnen überdies noch wichtig darzustellen war.

Die beiden Bände, in denen es nicht um besondere Dialekte, sondern um bestimmte Worttypen ging (XII und XVIII), haben selbstredend ihre eigene Gliederung.

## Publizierte Bände
Vertrieben wurde die Reihe vom Verlag Huber in Frauenfeld – der gleiche Verlag, in dem damals auch das Schweizerische Idiotikon erschien.
| Band I (1910)       | Jakob Vetsch Die Laute der Appenzeller Mundarten (Digitalisat)                                                             | Geht auf eine von Bachmann 1905 angenommene Dissertation zurück. Ohne Kapitel über die Flexion. Mit Sonderkapiteln über die Gliederung des Sprachraums, die Integration der Fremdwörter in die Mundart und Dialektproben sowie je einer Karte mit den Isoglossen und den kirchlichen Zugehörigkeiten in Spätmittelalter und Frühneuzeit; weitere Karten in der Bibliothek des Schweizerischen Idiotikons. |
| Band II (1910)      | Elisa Wipf: Die Mundart von Visperterminen im Wallis (Digitalisat)                                                         | Geht auf eine von Bachmann 1907 angenommene Dissertation zurück. Mit einem Kapitel über die Flexion und Sonderkapitel über die Wortbildung. Eine Besonderheit ist, dass nicht nur die Entwicklung der Laute vom Althochdeutschen zur rezenten Mundart präsentiert wird, sondern auch eine Zusammenstellung folgt, auf welche althochdeutschen Ausgänge die rezenten Laute zurückgehen. |
| Band III (1913 [!]) | Jakob Berger: Die Laute der Mundarten des St. Galler Rheintals und der angrenzenden vorarlbergischen Gebiete (Digitalisat) | Geht auf eine von Bachmann 1907 angenommene Dissertation zurück. Ohne Kapitel über die Flexion. Mit einem Sonderkapitel über «die hauptsächlichsten rheintalischen Sprachgrenzen und ihre Ursachen»; dazu Karten mit den Isoglossen sowie die politischen und kirchlichen Zugehörigkeiten in der älteren Neuzeit; weitere Karten in der Bibliothek des Schweizerischen Idiotikons. |
| Band IV [1911]      | Emil Abegg: Die Mundart von Urseren (Digitalisat)                                                                          | Geht auf eine von Bachmann 1908 angenommene Dissertation zurück. Mit einem Kapitel über die Flexion, mit Textproben und einem Sonderkapitel über die Sprachgeschichte des Tals. Mit 115 Seiten der schmälste Band der Reihe. |
| Band V [1911]       | Fritz Enderlin: Die Mundart von Kesswil im Oberthurgau (Digitalisat)                                                       | Geht auf eine von Bachmann 1910/1911 angenommene Dissertation zurück. Ohne Kapitel über die Flexion. Eine Besonderheit ist die grundlegende Zweiteilung in die Lautlehre und einen «prinzipiellen Teil»: Letzterer – angeregt von Louis Gauchats Publikation L’unité phonétique dans le patois d’une commune (1905) – handelt von den Variationen innerhalb der Ortsmundart, von sprachlichen Unterschieden zwischen und innerhalb der Generationen, vom Sprachprozess bei der Aufnahme neuer Wörter und von Fragen des Lautwandels. Mit einem Anhang über die Sprachlandschaft des Oberthurgaus und Mundartproben. |
| Band VI (1913)      | Karl Bohnenberger: Die Mundart der deutschen Walliser im Heimattal und in den Außenorten (Digitalisat)                     | Die Arbeit war keine Dissertation. Mit einem Kapitel über die Flexion sowie einer geographischen Karte. Die Besonderheit der Arbeit ist, dass sie die Sprache des gesamten Deutschwallis sowie aller Walserorte vom italienischen Aostatal bis in den österreichischen Vorarlberg untersucht. |
| Band VII (1915)     | Karl Schmid: Die Mundart des Amtes Entlebuch im Kanton Luzern (Digitalisat)                                                | Geht auf eine von Bachmann 1913/1914 angenommene Dissertation zurück. Ohne Kapitel über die Flexion. Mit Sonderkapitel über die lautlichen Abweichungen zu den Mundarten Obwaldens, von Brienz, des Emmentals und der Luzerner Landschaft (Gäu) sowie einer Zusammenstellung der Wörter, die seit der Herausgabe von Franz Joseph Stalders Schweizerischem Idiotikon von 1806/1812 abgegangen sind; mit Mundaratproben, einem Verzeichnis der Flurnamen und einer geographischen Karte. Mit 330 Seiten einer der umfangreichsten Bände der Reihe.                                                                   |
| Band VIII (1915)    | Catharina Streiff: Die Laute der Glarner Mundarten (Digitalisat)                                                           | Geht auf eine von Bachmann 1909 angenommene Dissertation zurück. Ohne explizites Kapitel über die Flexion, aber innerhalb der Lautlehre ganze morphologisch relevante Abschnitte. Mit Sonderkapitel über die Stellung und Gliederung der Glarner Mundart, mit Mundartproben, einem Verzeichnis der Orts- und Flurnamen sowie einer geographischen Karte. |
| Band IX (1916)      | Wilhelm Wiget: Die Laute der Toggenburger Mundarten (Digitalisat)                                                          | Geht auf eine von Bachmann 1910 angenommene Dissertation zurück. Ohne Kapitel über die Flexion. Mit einem Sonderkapitel über die Besiedlungsgeschichte des Toggenburgs und die Untergliederung der Toggenburger Mundart; mit Karten der kirchlichen Zugehörigkeit im 13. und 14. Jahrhundert sowie der Isoglossen. |
| Band X (1917)       | Karl Stucki: Die Mundart von Jaun im Kanton Freiburg. Lautlehre und Flexion (Digitalisat)                                  | Geht auf eine von Bachmann 1913/1914 angenommene Dissertation zurück (der Teildruck verzögerte sich wegen des Ersten Weltkriegs bis 1916). Mit einem Kapitel über die Flexion. Mit Sonderkapiteln über das Verhältnis zu den Nachbarmundarten sowie die Sprachgeschichte von Jaun, dazu Mundartproben. Mit 346 Seiten einer der umfangreichsten Bände der Reihe. |
| Band XI (1918)      | Leo Brun: Die Mundart von Obersaxen im Kanton Graubünden. Flexion und Lautlehre (Digitalisat)                              | Geht auf eine von Bachmann 1916/1917 angenommene Dissertation zurück. Mit einem Kapitel über die Flexion. Mit Sonderkapiteln über die bündnerromanischen Lehnwörter sowie zur Sprach- und Siedlungsgeschichte, dazu Sprachproben. |
| Band XII (1918)     | Manfred Szadrowsky: Nomina agentis des Schweizerdeutschen in ihrer Bedeutungsentfaltung (Digitalisat)                      | Geht auf eine von Bachmann 1917 angenommene Dissertation zurück. Einer von zwei Bänden der Reihe, der keine einzelne Mundart darstellt. |
| Band XIII (1920)    | Paul Meinherz: Die Mundart der Bündner Herrschaft (Digitalisat)                                                            | Geht auf eine von Bachmann 1915 angenommene Dissertation zurück. Mit einem Kapitel über die Flexion. Mit einem Sonderkapitel über die Sprachgeschichte der Bündner Herrschaft sowie Mundartproben. |
| Band XIV (1922)     | Heinrich Baumgartner: Die Mundarten des Berner Seelandes (Digitalisat)                                                     | Geht auf eine von Bachmann 1917 angenommene Dissertation zurück. Mit einem Kapitel über die Flexion. Mit Sonderkapiteln über die dialektale Gliederung des Seelands, über die sozialen Varianten der Bieler Mundart und über das Verhältnis von Deutsch und Französisch in Biel, dazu Mundartproben. Das Besondere dieser Arbeit ist überdies, dass sie rezenten Sprachwandel sichtbar macht, nämlich zum einen den Rückgang der Entrundung und zum andern die Ausbreitung der Vokalisierung von /l/, das heute als «normalbernisch» gilt.                                                                          |
| Band XV (1923)      | Albert Weber: Die Mundart des Zürcher Oberlandes (Digitalisat)                                                             | Geht auf eine von Bachmann 1918 angenommene Dissertation zurück; der Druck verzögerte sich wegen der Teuerung nach dem Krieg. Mit einem Kapitel über die Flexion. Mit Sonderkapiteln über das Verhältnis zu den Nachbarmundarten und zur Erklärung der Dialektgrenzen, dazu Mundartproben und eine Karte mit den Isoglossen. |
| Band XVI (1927)     | Walter Henzen: Die deutsche Freiburger Mundart im Sense- und südöstlichen Seebezirk (Digitalisat)                          | Geht auf eine von Bachmann 1920 angenommene Dissertation zurück. Mit einem Kapitel über die Flexion. Mit Sonderkapiteln über die Sprachgrenze, über den Einfluss des Frankoprovenzalischen, Französischen und Berndeutschen auf die Freiburger Mundart sowie die Stellung der Mundart innerhalb des Hoch- und Höchstalemannischen, dazu eine Karte mit den Isoglossen. Wegen der infolge des Kriegs gestiegenen Druckkosten musste der Verfasser die Printversion stark kürzen, sie ist aber immer noch eine der umfangreicheren der Reihe (274 Seiten).                                                            |
| Band XVII (1929)    | Walter Clauss: Die Mundart von Uri. Laut- und Flexionslehre (Digitalisat)                                                  | Geht auf eine von Bachmann 1923 angenommene Dissertation zurück; der Druck verzögerte sich wegen Berufstätigkeit. Mit einem Kapitel über die Flexion. Mit Sonderkapiteln über das Verhältnis des Urner Dialekts zu den Nachbarmundarten sowie zur Sprachgeschichte von Uri, dazu Mundartproben und eine Karte mit den Isoglossen. |
| Band XVIII (1933)   | Manfred Szadrowsky: Abstrakta des Schweizerdeutschen in ihrer Sinnentfaltung (Digitalisat)                                 | Die Arbeit war keine Dissertation, sondern bildet das «Gegenstück» zu Band XII des gleichen Verfassers. |
| Band XIX (1934)     | Rudolf Hotzenköcherle: Die Mundart von Mutten. Laut- und Flexionslehre (Digitalisat)                                       | Geht auf eine von Bachmann 1932 angenommene Dissertation zurück. Mit einem Kapitel über die Flexion. Mit Sonderkapiteln über die Flur- und Ortsnamen, die bündnerromanischen Lehnwörter und das Verhältnis zwischen dem Muttnerdeutschen zu den generellen walserischen Leitmerkmalen, dazu Mundartproben. Alles in allem die detaillierteste Untersuchung einer schweizerdeutschen Mundart und der umfangreichste Band der Reihe (541 Seiten). |
| Band XX (1941)      | Georg Wanner: Die Mundarten des Kantons Schaffhausen (Digitalisat)                                                         | Die Arbeit war keine Dissertation, der Verfasser war Altphilologe. Mit einem Kapitel über die Flexion sowie einer geographischen Karte. Der 1928 gestorbene Verfasser konnte die Druckvorlage nicht mehr selbst abschliessen; es war sein Sohn Hans Wanner, der die Arbeit zunächst in zwei Teilen als Beilage zum Jahresbericht der Kantonsschule Schaffhausen drucken liess (1939 und 1941). |

## Angekündigte, aber nicht erschienene Bände
Nicht alle dialektologischen Dissertationen, die unter Bachmanns Aufsicht geschrieben wurden, gingen in die Reihe ein. Von fünf Arbeiten weiss man allerdings aus einem Prospekt des Huber-Verlags von ca. 1914 sowie aus Einträgen im Protokoll der Sitzungen des Leitenden Ausschusses, dass sie in die Reihe hätten aufgenommen werden sollen.
| Marta Bertschinger: [Mundart des Berner Aargaus?]                       | Die Arbeit wird 1908 und ca. 1914 erwähnt. Wie weit die Arbeit gediehen ist, ist nicht bekannt. |
| Johann Jakob Dickenmann: [Lautlehre der Mundart von Bosco/Gurin]        | Die Arbeit wird ca. 1914 angekündigt. Ein Manuskript über das Lautsystem gelangte erst 1950 – drei Jahre nach Dickenmanns Tod – an das Schweizerische Idiotikon und wird in dessen Bibliothek aufbewahrt. |
| Hans Goldener: Die Flexion in der Mundart von Eichberg                  | Goldener promovierte 1908 in Bern bei Samuel Singer mit der Arbeit Die Verbalflexion einer ostschweizerischen Dialektgruppe mit besonderer Brücksichtigung der Analogiebildungen. Eine ausgebaute Version hätte in die Beiträge zur Schweizerdeutschen Grammatik aufgenommen werden sollen. Das druckfertige Manuskript erhielt Bachmann 1913 zugeschickt, doch kam die Drucklegung wegen des im Ersten Weltkrieg herrschenden finanziellen Engpasses nicht zustande. Das Manuskript wird in der Bibliothek des Schweizerischen Idiotikons aufbewahrt. |
| Ernst Hausknecht: Die Mundart der Stadt St. Gallen und des Fürstenlands | Von der 1908 von Bachmann angenommenen Dissertation erschien noch im gleichen Jahr das Kapitel über den Stammsilbenvokalismus als Teildruck und wird ca. 1914 angekündigt. Das druckfertige Manuskript erhielt Bachmann 1915 zugeschickt, doch kam die Drucklegung wegen des im Ersten Weltkrieg herrschenden finanziellen Engpasses nicht zustande. Das Manuskript wird in der Bibliothek des Schweizerischen Idiotikons aufbewahrt und ist als Digitalisat greifbar. |
| Ludwig Fischer: Die Mundart des Luzerner Gäus                           | Fischers Dissertation, die schon ca. 1914 erwähnt wurde, verzögerte sich wegen des Ersten Weltkriegs. Das Kapitel über den Stammvokalismus nahm Bachmann 1920 als Dissertation an, 1927 erschien es als Teildruck. Die vollständige Arbeit konnte Fischer wegen beruflicher und familiärer Pflichten erst 1934 einreichen, doch entschied der Leitende Ausschuss 1935, nach Bachmanns Tod 1934 die Reihe aus Kostengründen einzustellen. Das Manuskript wird in der Bibliothek des Schweizerischen Idiotikons aufbewahrt und ist als Digitalisat greifbar. Fischers monumentale Luzerndeutsche Grammatik, die 1960 veröffentlicht wurde, basiert in wesentlichen Teilen auf seiner früheren Dissertation. |

## Rezeption, Bedeutung, Würdigung und Nachfolgereihe
Die verschiedenen Bände wurden vielfach besprochen, nicht nur in Publikationen der wissenschaftlichen Dialektologie, sondern auch in Blättern wie der Neuen Zürcher Zeitung, den Basler Nachrichten, dem Bund, in der Sonntags-Post und in den Schweizerischen Monatsheften für Politik und Kultur. Dies zeugt davon, wie die schweizerdeutschen Dialekte im frühen 20. Jahrhundert in gebildeten Kreisen auf grosses Interesse stiessen, und spiegelt sich im gleichzeitigen Einsatz des Berner Universitätsprofessors Otto von Greyerz für die schweizerdeutsch-standarddeutsche Diglossie und die Mundartliteratur.
Die Beiträge zur Schweizerdeutschen Grammatik hatten zum Ziel, einerseits einen synchronen Überblick über die gegenwärtige Sprachlandschaft der schweizerdeutschsprachigen Schweiz und anderseits einen diachronen Überblick über die Entwicklung vom Althochdeutschen (oder Voralthochdeutschen oder Mittelhochdeutschen) zum Gegenwartsschweizerdeutschen zu gewinnen. Der erste Punkt, «für das gesamte deutsche Sprachgebiet in Mosaikbauweise ein geschlossenes Flächenbild der Mundartlandschaft zu erlangen», wurde nie erreicht, zumal gerade die zentralen und nordwestschweizerischen Regionen wie Aargau, Luzern, Berner Mittelland und Basel entweder keinem Schüler Bachmanns zugeteilt werden konnten oder aber weil sich entsprechende Arbeiten aufgrund persönlicher und finanzieller Hemmnisse stark verzögerten oder gar scheiterten. Die flächendeckende Darstellung der schweizerdeutschen Laut-, Formen- und neu auch Wortverhältnisse (der Atlas ist stark von der Forschungsrichtung Wörter und Sachen geprägt) konnte zwischenzeitlich durch den ab 1962 publizierten Sprachatlas der deutschen Schweiz (SDS) erlangt werden, wobei dieser die Dichte der Phänomene, welche die monographischen Beiträge zur Schweizerdeutschen Grammatik abbilden können, naturgemäss nicht erreicht. Was den zweiten Punkt angeht, sind die Beiträge zur Schweizerdeutschen Grammatik wie die Ortsgrammatiken der junggrammatischen Schule überhaupt noch heute ein «unentbehrliches Instrument der Grundlagenforschung».
Die Monographien der Beiträge zur Schweizerdeutschen Grammatik gehören zu denjenigen Ortsgrammatiken im deutschsprachigen Raum, die eine «Pionierleistung» erbracht haben. Zwar sind sie nach dem für den junggrammatischen Typus üblichen Schema aufgebaut, aber:

«In der aktuellen Durchführung und in der konkreten Ausführung des Rahmens zeigt sich dennoch ein erstaunlicher Spielraum. Generell ist hervorzuheben, daß die Monographien dieser Reihe mit einem überraschend dynamischen Mundartbegriff arbeiten, der es erlaubt, neue Erscheinungen, Quereinflüsse, Schwankungen und Altersschichten im Dialekt sorgfältig und unbefangener zu registrieren als viele andere Untersuchungen. Voraussetzung dafür ist allerdings, daß die Erhebungstechniken und -modalitäten (gezielte Fragen – Notation von Daten spontanen Sprechens) und die sprachliche Situation im Untersuchungsgebiet so offen dargelegt werden wie in den meisten dieser Bände. Von hier führt ein direkter Weg zu den genauen Aufnahmeprotokollen des SDS.»

Besonders hervorzuheben ist Fritz Enderlins Monographie über die Mundart von Kesswil im Thurgau (Band V), wo – für eine junggrammatische Untersuchung ganz untypisch – ein ganzes Hauptkapitel der Heterogenität der Ortsmundart gewidmet ist. Angeregt wurde diese Fragestellung durch eine Untersuchung des Zürcher Romanisten Louis Gauchat über das Problem der «Sprachbiologie» (1905), will heissen die sprachliche Vielfalt auch innerhalb kleinster Sprachgemeinschaften. Eine «modellhafte Ortsgrammatik schlechthin», was «erschöpfende Vollständigkeit» anlangt, ist Rudolf Hotzenköcherles Monographie über Mutten in Graubünden (Band XIX):

«Was Sprachinseln für den historisch interessierten Dialektologen so interessant macht, nämlich die Bewahrung eines ‘versteinerten’ archaischen Sprachzustands,  liegt hier gerade nicht vor. Die Mundart der wenig mehr als 100 Menschen umfassenden Sprachinsel zeigt alle Formen phonologischer und morphologischer ‘Zerrüttung’, d. h. Schwankungen in der Reproduktion von Sprachformen, die auch Oppositionen verwischen, freie Doppelformen, die zur partiellen Auflösung des alten Systems, teilweise zu einer Neustrukturierung führen. Hotzenköcherle registriert den vielfach verwirrend uneinheitlichen sprachlichen Befund mit minutiöser Genauigkeit, oft mit Angaben über die Häufigkeit bestimmter Formen, über Unterschiede beim spontanen Sprechen und bei gezielten Abfragen.»

Auch das Nachfolgeprojekt der Beiträge zur Schweizerdeutschen Grammatik, der Sprachatlas der deutschen Schweiz, ist «ohne das vorangehende Halbjahrhundert schweizerdeutscher Mundartforschung, aus dem er organisch herauswächst, nicht denkbar».
Rudolf Hotzenköcherle, der nach der kurzen Zürcher Wirkungszeit Wilhelm Wigets Bachmanns Lehrstuhl erhielt, gründete mit den Beiträgen zur schweizerdeutschen Mundartforschung (abgekürzt BSM; 24 Bände 1949–1982) seine eigene Reihe, die Bachmanns streng grammatisches Prinzip verlässt. Sie öffnet sich vielfältigen neuen Fragestellungen wie dialektaler und historischer Wortschatz, Sprachlandschaften, Namenlandschaften, Wortbildung, Mundartwandel, Forschungsgeschichte, Sprachwechsel, die Stellung der Mundart sowie das Schreiben der Mundart und spiegelt damit den ab den 1940er-Jahren stattgefundenen Wandel der dialektologischen Forschung wider.

## Fussnoten
1. ↑  Vgl. Hermann Fischer: [Rezension] Beiträge der Schweizerdeutschen Gramamtik, Bände I und II. In: Zeitschrift für deutsche Mundarten 5, 1910, S. 380 f.: «Als ich Sommer 1985 den unvergeßlichen Friedrich Staub wegen meines Schwäbischen Wörterbuchs um Rat fragte, bestärkte er mich sehr lebhaft in dem Vorhaben, der lexikalischen Arbeit eine über die Geographie der Mundart vorangehen zu lassen, man habe es beim Schweizerischen Idiotikon oft schmerzlich empfunden, keine solche orientierende Arbeit vor sich zu haben. Ich habe dann meine Geographie der schwäbischen Mundart unternommen und das nicht bereut, obwohl diese Arbeit mein Wörterbuch um ein Jahrzehnt verzögert […] hat.»
2. ↑  Protokolle des Leitenden Ausschusses 1897–1942: Protokoll der Sitzung vom 30. Oktober 1906. Im Archiv des Schweizerischen Idiotikons in Zürich.
3. ↑  Das Konzept wurde jeweils in den früheren Einzelbänden abgedruckt; siehe die Abbildung.
4. ↑  Zur folgenden Übersicht vgl. Stefan Sonderegger: Die schweizerdeutsche Mundartforschung 1800 bis 1959. Bibliographisches Handbuch mit Inhaltsangaben. Mit einem Geleitwort von Rudolf Hotzenköcherle (= Beiträge zur schweizerdeutschen Mundartforschung. Band XII). Huber, Frauenfeld 1962, S. 92–96.
5. ↑  Berger Jakob. In: Matrikeledition der Universität Zürich.
6. ↑  Enderlins Arbeit ist die früheste wissenschaftliche Studie über Dialektwandel in der Deutschschweiz, ein Thema, das erst wieder Heinz Wolfensberger mit seiner Dissertation Mundartwandel im 20. Jahrhundert. Dargestellt an Ausschnitten aus dem Sprachleben der Gemeinde Stäfa, Frauenfeld 1967 (Beiträge zur schweizerischen Mundartforschung XIV) sowie Stefan M. Fuchs mit seiner Dissertation Die Mundart des Kantons Schwyz. Historische, sprachgeographische und semantische Aspekte, Frauenfeld 1975 (Beiträge zur schweizerischen Mundartforschung XXII), S. 131–208 aufnahmen.
7. ↑  Schmid Karl. In: Matrikeledition der Universität Zürich. Karl Schmid war der Vater des gleichnamigen Professors für Germanistik.
8. ↑  Streiff Catharina. In: Matrikeledition der Universität Zürich. Catharina Streiff war die Tochter des Staatskassiers und Mundartautors Caspar Streiff, siehe das Verzeichnis der Quellensiglen auf der Website des Schweizerischen Idiotikons.
9. ↑  Brun Leo. In: Matrikeledition der Universität Zürich.
10. ↑  Meinherz Paul. In: Matrikeledition der Universität Zürich.
11. ↑  Bertschinger Marta. In: Matrikeledition der Universität Zürich.
12. 1 2  Protokolle des Leitenden Ausschusses 1897–1942: Protokoll der Sitzung vom 2. Dezember 1908. Im Archiv des Schweizerischen Idiotikons in Zürich.
13. 1 2 3 4 5  Prospekt des Huber-Verlags über die Beiträge zur Schweizerdeutschen Grammatik, erschienen 1913 oder 1914 (Band VII des Schweizerischen Idiotikons und Band VI der Beiträge zur Schweizerdeutschen Grammatik, beide 1913 publiziert, sind schon veröffentlicht) und 1915 (Bände VII und VIII der Beiträge zur Schweizerdeutschen Grammatik, beide 1915 publiziert, sind noch «in Vorbereitung»). Im Archiv des Schweizerischen Idiotikons in Zürich.
14. ↑  Dickenmann Johann Jakob. In: Matrikeledition der Universität Zürich. Zu Dickenmann siehe auch Dr. phil. Johann Jakob Dickenmann in Biographisches Lexikon verstorbener Schweizer, Band 3, Hirzen, Basel 1950, S. 410.
15. 1 2 3 4  Verzeichnis der Quellensiglen. In: idiotikon.ch.
16. ↑  Sandro Bachmann, Elvira Glaser (Hrsg.): Bosco Gurin – Das Walserdorf im Tessin und seine Sprache(n) (= Swiss Academies Reports. Band 4, Nr. 4). Schweizerische Akademie der Geistes- und Sozialwissenschaften, Köniz 2019 (Digitalisat), S. 13.
17. 1 2  Protokolle des Leitenden Ausschusses 1897–1942: Protokoll der Sitzung vom 28. April 1915. Im Archiv des Schweizerischen Idiotikons in Zürich.
18. ↑  Hausknecht Ernst. In: Matrikeledition der Universität Zürich.
19. ↑  Ernst Hausknecht: Die Mundarten der Stadt St. Gallen und des Fürstenlandes (gedruckter Teil über die Vokale der Stammsilben und vollständiger ungedruckter Teil).
20. ↑  Protokolle des Leitenden Ausschusses 1897–1942: Protokoll der Sitzung vom 24. Januar 1935. Im Archiv des Schweizerischen Idiotikons in Zürich. Dass Georg Wanners Dissertation 1941 noch herausgegeben werden konnte, ist der vom Schweizerischen Idiotikon unabhängigen Finanzierung zu verdanken.
21. ↑  Ludwig Fischer: Die Mundart des Luzerner Gäus (gedruckter Teil über den Stammsilben-Vokalismus und vollständiger ungedruckter Teil).
22. ↑  8. Dezember 1910: BSG 1 und 2; 6. Februar 1913: BSG 4 und 5; 21. Juli 1913: BSG 3 und 6; 22. Juli 1913: BSG 6; 25. September 1917: BSG 10; 16. Mai 1918: BSG 7, 8 und 9.
23. ↑  19. Juli 1913: BSG 6; 31. Juli 1917: BSG 9 und 10.
24. ↑  7. Juni 1922: BSG 14; 4. Februar 1927: BSG 16.
25. ↑  27. Juli 1913: BSG 3 und 6.
26. ↑  Heft 6.7 (1926), S. 423 f.: eine allgemeine Würdigung der Publikationsreihe.
27. ↑  Ingo Reiffenstein: Das phonetische Beschreibungsprinzip als Ergebnis junggrammatischer und dialektologischer Forschungsarbeiten. In: Dialektologie. Ein Handbuch zur deutschen und allgemeinen Mundartforschung (= Handbücher zur Sprach- und Kommunikationswissenschaft. Band 1.1). Hrsg. von Werner Besch, Ulrich Knoop, Wolfgang Putschke, Herbert Ernst Wiegand. Erster Halbband. Walter de Gruyter, Berlin / New York 1982, S. 23–38, hier S. 30; vergleiche die Übersicht im Sprachatlas der deutschen Schweiz, Band I: Lautgeographie I: Vokalqualität. Bearbeitet von Rudolf Hotzenköcherle und Rudolf Trüb. Francke, Bern 1962, Karte 10: Überblick über bisherige monographische Bearbeitungen schweizerdeutscher Mundarten.
28. ↑  Ingo Reiffenstein: Das phonetische Beschreibungsprinzip als Ergebnis junggrammatischer und dialektologischer Forschungsarbeiten. In: Dialektologie. Ein Handbuch zur deutschen und allgemeinen Mundartforschung (= Handbücher zur Sprach- und Kommunikationswissenschaft. Band 1.1). Hrsg. von Werner Besch, Ulrich Knoop, Wolfgang Putschke, Herbert Ernst Wiegand. Erster Halbband. Walter de Gruyter, Berlin / New York 1982, S. 23–38, hier S. 35.
29. ↑  Ingo Reiffenstein: Das phonetische Beschreibungsprinzip als Ergebnis junggrammatischer und dialektologischer Forschungsarbeiten. In: Dialektologie. Ein Handbuch zur deutschen und allgemeinen Mundartforschung (= Handbücher zur Sprach- und Kommunikationswissenschaft. Band 1.1). Hrsg. von Werner Besch, Ulrich Knoop, Wolfgang Putschke, Herbert Ernst Wiegand. Erster Halbband. Walter de Gruyter, Berlin / New York 1982, S. 23–38, hier S. 29 bzw. 30 f.
30. 1 2 3 4  Ingo Reiffenstein: Das phonetische Beschreibungsprinzip als Ergebnis junggrammatischer und dialektologischer Forschungsarbeiten. In: Dialektologie. Ein Handbuch zur deutschen und allgemeinen Mundartforschung (= Handbücher zur Sprach- und Kommunikationswissenschaft. Band 1.1). Hrsg. von Werner Besch, Ulrich Knoop, Wolfgang Putschke, Herbert Ernst Wiegand. Erster Halbband. Walter de Gruyter, Berlin / New York 1982, S. 23–38, hier S. 31.